# Origine évolutive de l'Homme
 (avril 2016).
- Si vous ne connaissez pas le sujet, laissez ce bandeau (vous pouvez alors contacter les auteurs).
- Si vous supprimez le contenu mis en cause (vous pouvez préalablement contacter les auteurs),

argumentez précisément cette suppression dans la page de discussion
(un manque de référence n'est pas un argument ; une recherche réelle de référence doit avoir été effectuée, être formellement documentée).
La théorie de l’origine évolutive de l'Homme s'intéresse aux principales étapes du développement de l'espèce humaine moderne (Homo sapiens), et à l'origine évolutive des ancêtres de l'Homme. Cette chaîne des origines remonte jusqu'aux origines de la vie. Sa reconstitution s'appuie sur des travaux de paléontologie, de biologie (notamment d'embryologie), d'anatomie comparée, et plus récemment de données génétiques.
L'étude de l'évolution humaine récente est une partie importante de l'anthropologie. Au-delà, identifier les caractères primitifs ou dérivés de chaque étape dans cette chaîne évolutive éclaire en quoi l'Homme est similaire ou différent des autres animaux. La démarche phylogénétique part de l'idée que la vie évolue des formes les plus simples aux plus organisées, avec acquisition de plus en plus de caractéristiques nouvelles, même si des pertes secondaires de caractères peuvent se produire au sein des lignées. Ainsi, l'espèce humaine fait partie, comme toute autre espèce du vivant, de plusieurs groupes emboîtés dont chacun est caractérisé par un caractère nouveau, qui se rajoute à ceux déjà accumulés.

## Les ancêtres de l'espèce humaine

### Eumétazoaire

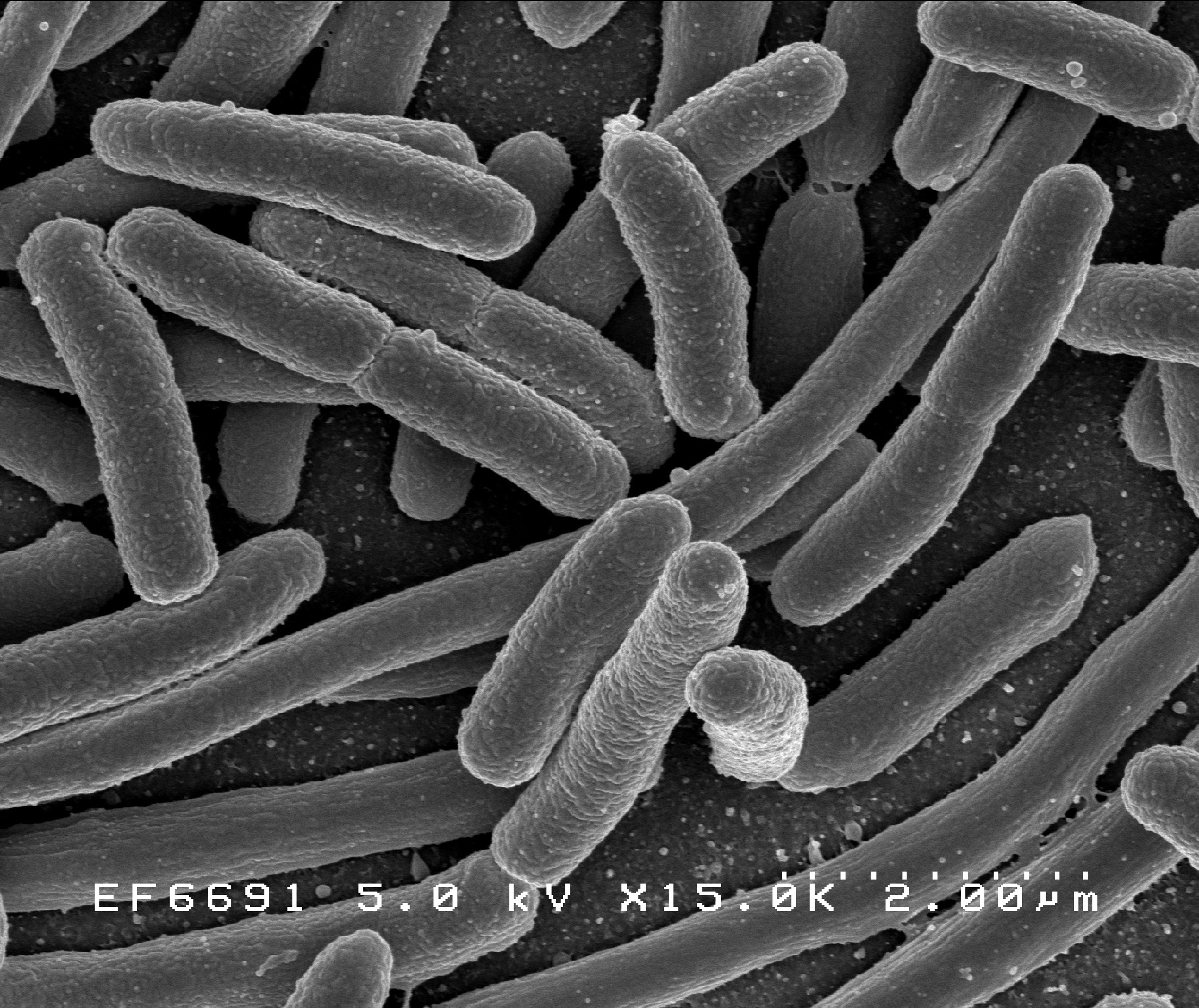
Les bactéries: des « cousines » très éloignées.

Il y a 3,5 milliards d'années, la vie apparaît sur Terre. Suivent des formes simples, probablement assez proches de certaines bactéries.
Le regroupement de l'empire eucaryote avec les empires eubacteria et archaea constitue la matière vivante terrestre. Ces empires résultent de la première bifurcation survenue lors de l'évolution de la matière vivante sur Terre, mais les frontières précises de ceux-ci ne font pas encore l'unanimité parmi les biologistes ; or, la succession de bifurcations qui mènent de l'empire eucaryote au règne animal peut être expliquée par le fait qu'un noyau possède un code de reproduction, un message génétique permettant d'ordonner un développement et donc d'évoluer.
Les premières organisations multicellulaires semblent avoir été inventées par plusieurs règnes (Biologie) indépendants : algues rouges, algues brunes, algues vertes et plantes, champignons, et métazoaires. Elles semblent avoir conduit à plusieurs reprises à des métazoaires plus structurés par exemple la faune de l'Édiacarien ou la faune de Burgess.
Les premiers métazoaires sont des colonies de cellules, dont la structure d'ensemble est peu différenciée (placozoaires) ou ressemble à celle des algues (démosponges). L'innovation principale qui permet à ces cellules animales de vivre ensemble est le collagène : cette protéine est le complément intercellulaire qui groupe les cellules entre elles et donne une forme définie à l'organisme : le collagène rend possible la morphogenèse, et donc l'évolution des formes.
Ces cellules animales sont hétérotrophes, par opposition aux cellules autotrophes des végétaux : les premiers métazoaires doivent capturer de la nourriture pour s'alimenter. L'élaboration de stratégies de plus en plus sophistiquées pour capturer cette nourriture va progressivement structurer ces métazoaires primitifs en « animaux » :
- Initialement, l'organisation des métazoaires est peut-être celle des différents groupes d'éponges, qui organisent des courants d'eau à travers une structure plus ou moins complexe, de l'intérieur d'une cavité vers l'extérieur, par les mouvements de cils vibratiles des cellules qui les composent. Cependant, il n'y a pas de relation connue entre les éponges et les autres métazoaires.
- Avec les cnidaires apparaissent trois grands types de cellules spécialisées : des cellules musculaires, qui peuvent se contracter pour créer un mouvement d'ensemble, des cellules nerveuses, qui permettent de coordonner ces mouvements, et des cellules sensorielles, qui permettent de déclencher ces mouvements. Cette division du travail permet d'améliorer la performance de la colonie : des tentacules peuvent brasser l'eau et ramener les aliments vers une cavité digestive. Les cnidaires sont des organismes fixes (comme les coraux adultes ou les anémones de mer) ou mobiles (comme les méduses ou les larves de coraux).
- Devenant capable de mouvement, l'organisme peut adopter une stratégie active, et se déplacer à la recherche de sa nourriture : c'est le stade vermiforme, un tube digestif en quête de sa nourriture.

### Bilatérien

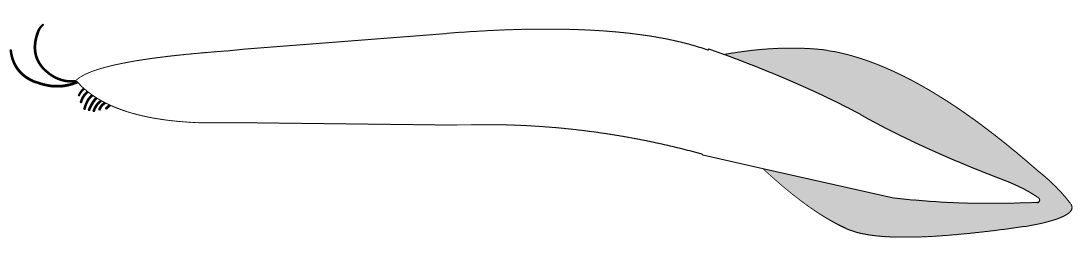
Pikaia, le plus ancien des chordés connu.

L'être humain, tout comme les vers, les limaces ou encore les araignées sont des bilatériens, c'est-à-dire des organismes capables de se développer suivant un plan d'organisation global et prédéfini. Le développement des bilatériens est organisé autour d'un axe tête / queue d'une part, et dos / ventre d'autre part. Ces deux axes conduisent à un plan d'ensemble où les côtés droit et gauche tendent à être symétriques, d'où leur nom de bilatérien. Les bilatériens regroupent pratiquement tous les animaux d'organisation complexe, et ont évolué progressivement à partir d'organismes vermiformes.
L'organisation des organismes de type « ver » (vermiforme) est conditionnée par leur mode de vie, qui est de se déplacer pour aller chercher la nourriture (au lieu d'attendre qu'elle passe à portée). Cette stratégie permet notamment d'exploiter des déchets organiques, qui peuvent être à haute valeur nutritive, mais ne se déplacent pas.
- La capacité de se déplacer suppose la coordination des efforts musculaires par des centres nerveux, qui évolueront progressivement vers les cerveaux des espèces plus complexes. Elle suppose également que le système nerveux soit coordonné avec le plan d'organisation, fonction des gènes de développement de la famille Hox.
- La deuxième invention majeure des vers (absente chez les vers plats) est la présence d'un canal alimentaire et d'une fonction digestive : à une extrémité, une bouche absorbe la nourriture, à l'autre, un anus excrète les déchets. Entre le « tube extérieur » qui forme la peau (ectoderme) et le « tube intérieur » (endoderme) qu'est le canal alimentaire, un tissu intermédiaire, le mésoderme, peut se développer et former des organes internes de plus en plus complexes.
- Certains organismes vermiformes prennent une organisation segmentée. On en retrouve quelques traces (lointaines, et très déformées) chez l'espece humaine : répétition des vertèbres, des muscles abdominaux...

La découverte du tube digestif et de la capacité de se déplacer (en rampant) a été la formule gagnante de l'explosion cambrienne : les organismes vermiformes sont assez polyvalents, et peuvent servir de base à des modes de vie très variés. Tous les autres schémas d'organisation plus évolués s'appuient sur ce type fondamental : ce sont des vers un peu compliqués. C'est ce qu'on appelle une explosion radiative : à partir d'un schéma de base commun, les formes prennent des voies divergentes, comme si elles rayonnaient à partir d'une explosion centrale.
C'est à ce stade vermiforme que les lignées des arthropodes (insectes, crabes, araignées...) et des mollusques se séparent de celle des vertébrés. Ces deux familles ont eu très rapidement leur propre explosion radiative, montrant le succès évolutif de ces formules permettant des plans d'organisation très variés. Par contraste, le plan d'organisation des vertébrés est resté stable très longtemps.

### Vertébré

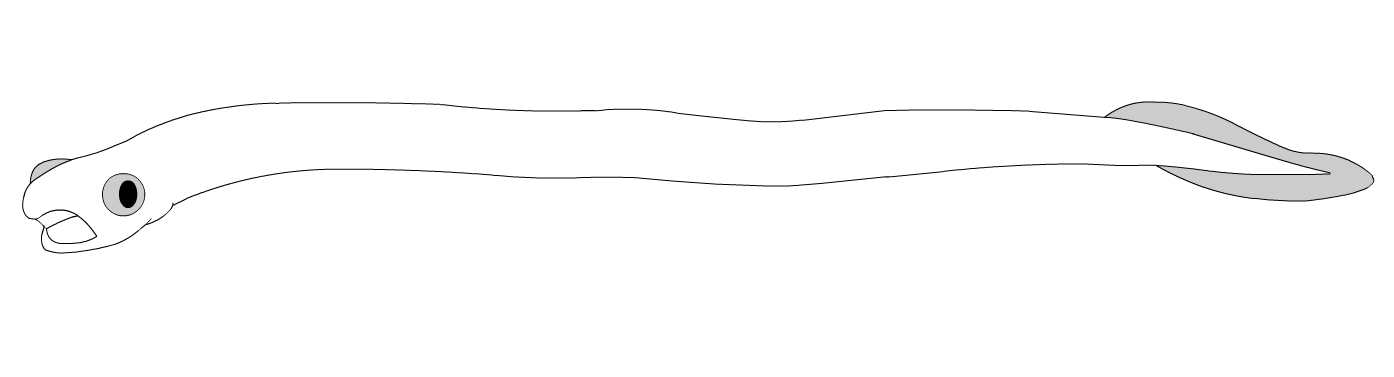
Agnatha

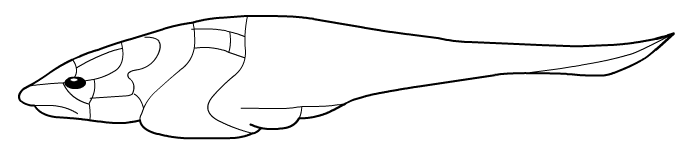
Un Placoderme, l'un des premiers poissons à mâchoire.

À partir du stade vermiforme des bilatériens primitifs, nos ancêtres qui émergèrent de l'explosion radiative des vers ont été organisés par la capacité croissante à nager en pleine eau pour trouver leur nourriture (par opposition aux mollusques qui rampaient et broutaient les végétaux, et aux arthropodes qui marchaient et se nourrissaient en filtrant des débris).
Les ancêtres de l'être humain ont pris certaines formes plus complexes, de type poisson, toutes aquatiques, formes dont les expressions les plus complexes ressemblaient aux poissons osseux actuels. Cette évolution des formes a été assez progressive:
- La tête des chordés primitifs s'est organisée en un crâne protégeant le cerveau et rassemblant l'essentiel des organes sensoriels, conduisant aux crâniates.
- La protection cartilagineuse puis osseuse du système nerveux se prolonge ensuite le long de toute la moelle épinière, pour former une colonne vertébrale commune à tous les vertébrés. De plus, cette colonne vertébrale fournit un appui aux masses musculaires, permettant des mouvements de nage plus énergiques.
- La mâchoire se forme 100 millions d'années après l'apparition des vertébrés, au silurien chez les gnathostomes (groupement qui exclut les anciens agnathes).
- Enfin, le squelette initialement cartilagineux (chez les chondrichthyens) s'ossifie sous forme d'os vrai (par opposition aux poissons cartilagineux).

Parallèlement, les organes internes se complètent: c'est au stade des vertébrés qu'apparaissent la rate et le pancréas individualisés. Au stade des poissons à mâchoire, les fibres nerveuses s'entourent d'une gaine de myéline : cette innovation permettra des systèmes nerveux plus complexes et plus grands, donc des animaux plus gros et au comportement plus différencié. C'est également à ce stade qu'apparaît le système immunitaire adaptatif.
Dotés d'un cerveau, d'yeux, d'un système nerveux performant, de capacités natatoires renforcées par la colonne vertébrale et d'une solide mâchoire, les vertébrés primitifs étaient adaptés pour être les grands prédateurs des océans.
Extérieurement, les poissons sont dotés de nageoires de formes variées. Ces nageoires sont initialement peu mobiles, et surtout destinées à stabiliser et diriger le mouvement propulsif produit par le corps. Plus différenciées, les nageoires paires des poissons osseux acquièrent une mobilité et une agilité plus grande, et servent au poisson pour se déplacer lors de petits mouvements. Ce sont ces nageoires paires qui évolueront en membres chez les tétrapodes.
C'est de la branche (ostéichtyens) que proviendraient les premiers animaux terrestres, les plantes étant déjà installées hors de l'eau.

### Tétrapode

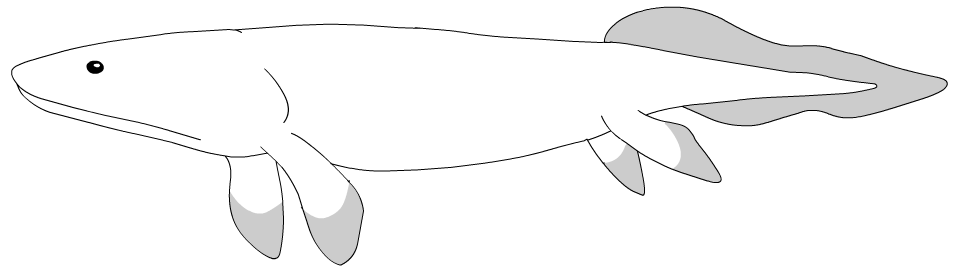
Panderichthys, premier poisson vertébré disposant de membres, au dévonien.

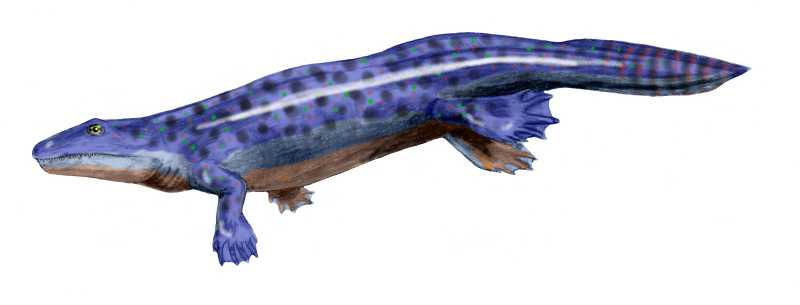
Un des premiers tétrapodes : ichthyostega, au dévonien supérieur

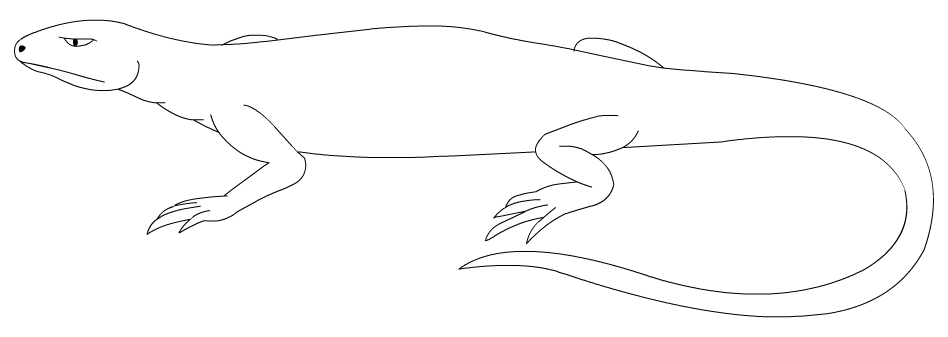
Hylonomus, un des premiers reptiles connus.

Le passage du stade « poisson » aux tétrapodes reflète l'acquisition des caractères nécessaires pour s'émanciper du milieu aqueux, et pouvoir se déplacer et vivre sur la terre ferme. Cette conquête de la terre avait déjà été faite par les plantes et les arthropodes (et marginalement, par quelques mollusques). Pour un vertébré, coloniser la terre ferme présentait deux avantages: échapper aux gros prédateurs marins, et accéder à une source de nourriture faiblement défendue. Les premiers tétrapodes avaient un mode de vie probablement amphibies, et évoluaient dans des milieux humides (lagune, marécage...).
- L'acquisition du poumon fonctionnel et muni d'alvéoles, à partir d'une vessie natatoire, se fait à une date inconnue et disputée : pour certains auteurs, une capacité pulmonaire a pu être présente dès les poissons osseux primitifs.
- Les nageoires paires se complexifient : elles deviennent charnues, et leur squelette se structure en membres et en pattes, où apparaissent des doigts en nombre variable (le plus souvent cinq). Les pattes ont un rôle locomoteur, et les doigts permettent d'agripper des proies ou des prises pour le déplacement.
- L'articulation des « pattes avant » se détache de la tête, et donne naissance au cou, qui permet à son tour une meilleure mobilité de la tête.

C'est à ce stade que l'émail des dents apparaît.
Les batraciens représentent un stade encore dépendant du milieu humide, principalement pour la reproduction. Plus tardivement, les autres tétrapodes s'émancipent du milieu humide: Les embryons des amniotes seront isolés dans un liquide amniotique, permettant un développement indépendant du milieu aqueux.
Le rayonnement d'espèces issues de cette dernière souche a été important, ce sont principalement les « reptiles » de la classification traditionnelle : Serpentes, Dinosaures (à présent éteints), Crocodiles, Tortues, Oiseaux... une lignée relativement primitive de reptiles, les reptiles mammaliens, qui sera plus tard à l'origine des mammifères.

### Mammifère

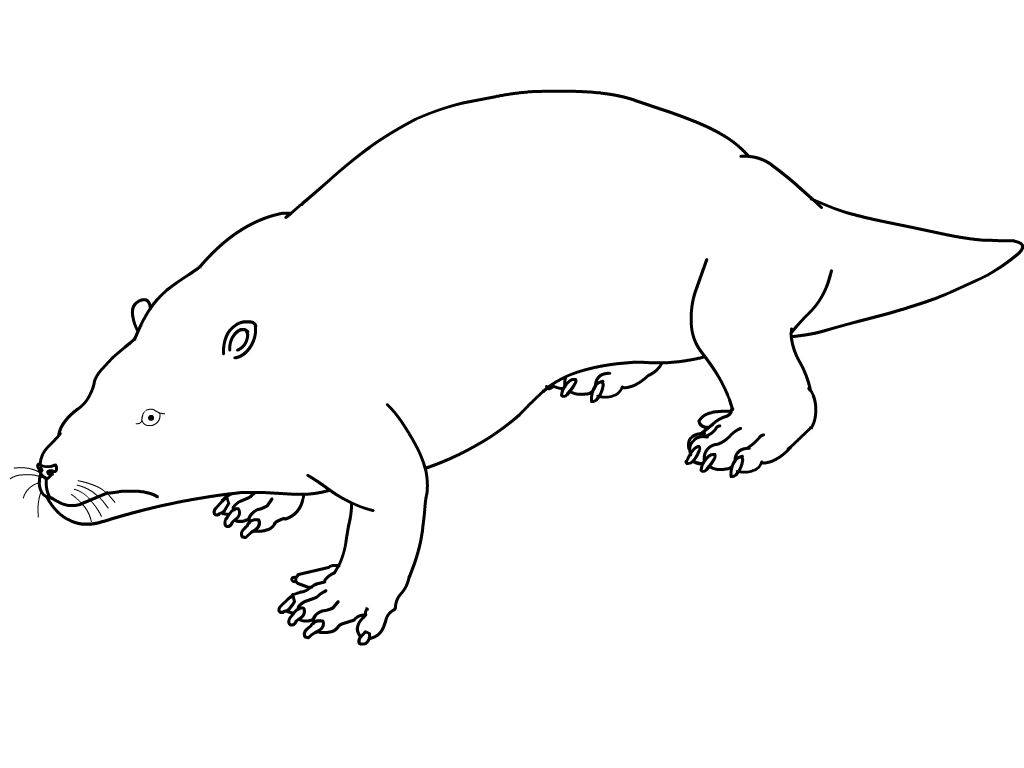
Repenomamus, un des premiers reptiles mammaliens.

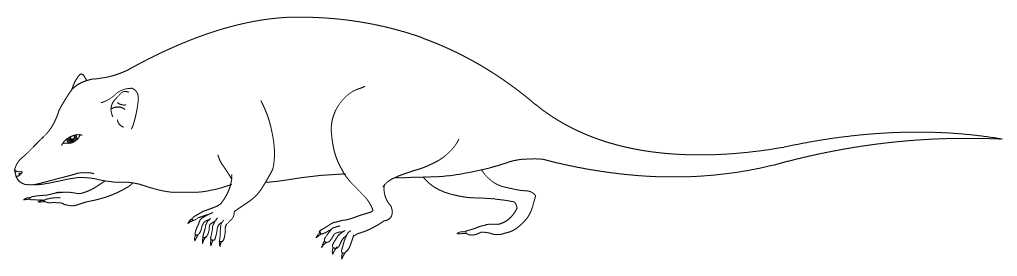
Eomaia, l'ancêtre probable des placentaires.

Les primates dont fait partie l'espèce humaine se sont différenciés au sein des mammifères. Les mammifères se différencient très tôt des autres reptiles dès le début du Permien (ère primaire). Ils forment à cette époque les Therapsida, ou Reptile mammalien. Les animaux de cette lignée sont petits, principalement nocturnes, insectivores.
Au sein de ce groupe, le fait d’être des chasseurs nocturnes insectivores est lié à l'apparition de ce qui deviendra les principaux traits caractéristiques des mammifères :
- Le pelage. La vie nocturne nécessite des avancées en termes d’isolation et régulation thermique pour pouvoir être actif dans la fraicheur de la nuit. La peau se recouvre de poils (avec leurs muscles érecteurs, leurs glandes  sébacées et sudoripares, permettant une meilleure thermorégulation : les mammifères sont homéothermes.
- La dentition différenciée. La nécessité de capturer des arthropodes et d’écraser leur carapace (exosquelette) accélère la tendance des thérapsides vers des dents de forme plus complexe, spécialisées et précisément localisées. Les dents se différencient dans un premier temps par fonction (hétérodontie), les formules dentaires (incisives, canines, prémolaires, molaires...) évoluant ensuite en fonction du régime après l'explosion radiative des mammifères.
- L'acuité sensitive. L’acuité des sens devient vitale, notamment ceux de l’ouïe et de l’odorat : l’évolution vers l’oreille interne de mammifère a été accélérée, et simultanément celle de la mâchoire, puisque des os de la mâchoire sont devenus des os de l’oreille interne ; et l’augmentation de la taille des lobes cérébraux spécialisés dans le traitement des sens. Les tissus cérébraux ayant une énorme consommation d’énergie[3], [4], l’augmentation de la contrainte alimentaire favorisa les évolutions sur l’isolation (poils), sur la régulation thermique et sur la nutrition.
- Perte de la vision quadrichromique. Comme effet négatif, la vue devient moins importante puisque ces animaux vivent la nuit. Ceci se retrouve dans le fait que la plupart des mammifères, qui n'ont que deux familles de cônes sur les quatre initialement présents chez les tétrapodes primitifs, ont une vision des couleurs médiocre en comparaison des reptiles, y compris les petits primates comme les lémuriens[5].

Par ailleurs -peut-être parce que la complexité croissante des organismes ne permet plus une simple incubation des juvéniles- les reptiles mammaliens acquièrent la gestation et la capacité de s'occuper de petits qui naissent immatures:
- L'œuf caractéristique des reptiles évolue en un placenta permettant une gestation prolongée.
- Chez la femelle, deux lignes de glandes mammaires situées sur le thorax et l'abdomen sécrètent du lait qui alimente le nouveau-né. Ces lignes plus ou moins fournies se limiteront à une paire de seins chez les primates.

Cependant, les reptiles mammaliens restent marginaux pendant la grande époque des dinosaures. Les placentaires ne se différencieront réellement que très tardivement, il y a 60 millions d'années, conduisant à la radiation évolutive des mammifères que nous connaissons actuellement.

### Primate

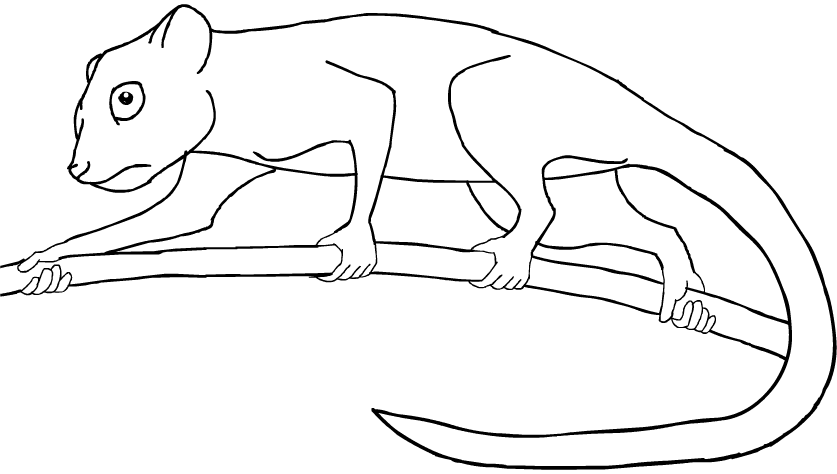
Carpolestes simpsoni, un des premiers primates.

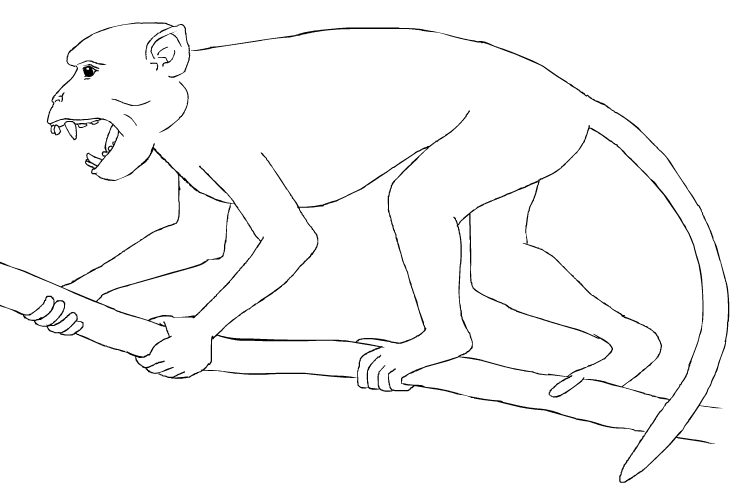
Aegyptopithecus, un singe primitif de la limite Éocène- Oligocène

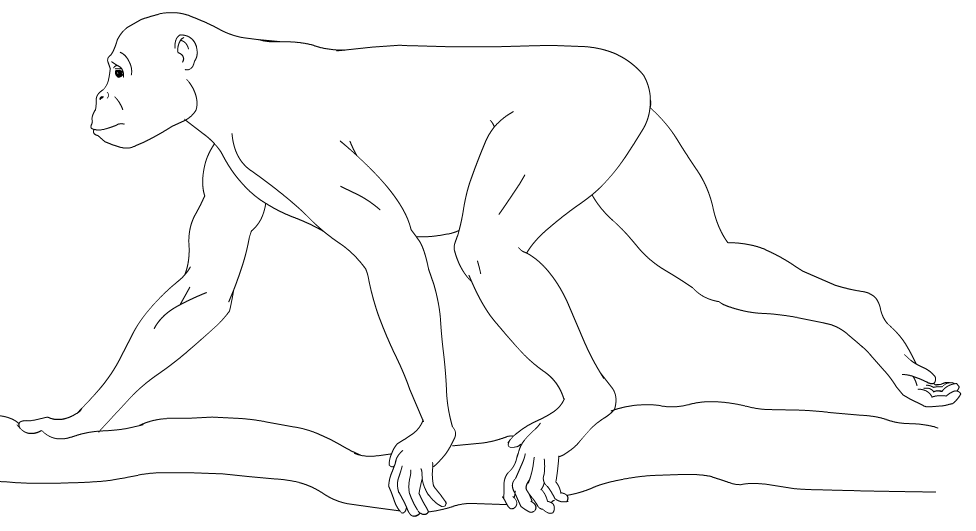
Proconsul, un des premiers Hominoidea du début du Miocène.

Les mammifères subissent une radiation évolutive dès le début de l'ère tertiaire: de nombreuses espèces différentes apparaissent et occupent des milieux variés : les airs, les milieux aquatiques… Des mammifères arboricoles apparaissent, les primates. Les primates forment un groupe de mammifères assez peu différenciés, dont les principales caractéristiques viennent de leurs ancêtres arboricoles. Parmi eux, un grand nombre sont frugivores.
On peut noter comme caractère propre des primates :
- La forme de la tête. Les orbites des primates orientées vers l'avant, permettant une vision binoculaire facilitant l'appréciation des distances. C'est aussi au sein des primates qu'évolue la forme du nez, qui passe d'une forme à truffe à celle du nez de type humain.
- La main. Les membres deviennent préhensiles avec un pouce opposable (le pied chez l'être humain perdra ce caractère), facilitant les déplacements dans les branches. On peut en outre noter la transformation des griffes en ongles plats.
- C'est parallèlement à l'acquisition de ce régime frugivore qu'est acquise une meilleure vision en couleur : alors que les mammifères n'ont que deux types de cônes[7], les primates ont bénéficié d'une mutation dédoublant la vision du jaune, créant de nouveaux cônes plus sensibles au vert par opposition aux anciens se spécialisant sur le rouge, ce qui permettait le repérage des fruits mûrs (rouges) dans le feuillage (vert).

Au sein du groupe des primates, les singes (simiens) puis les grands singes, se seraient diversifiés, ces derniers n'ayant pas de queue préhensile.

### Grand singe évolué

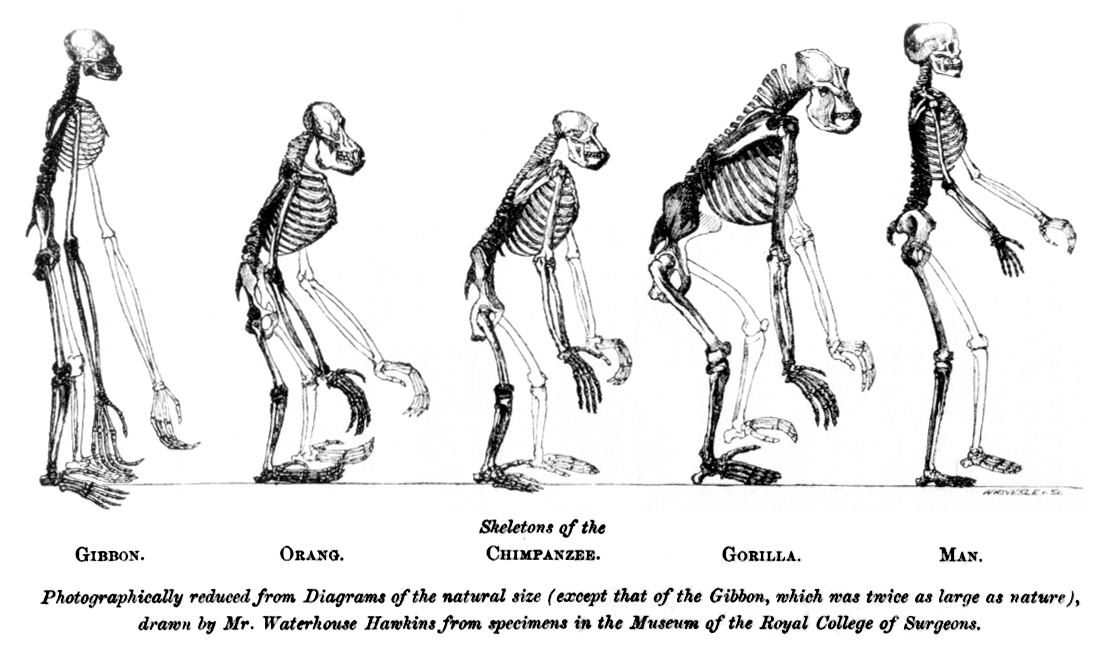
Comparaison des squelettes de quelques primates

Les espèces actuellement les plus proches de l'humain sont donc les deux espèces de chimpanzé : Pan troglodytes (le chimpanzé commun) et Pan paniscus (le bonobo). Dans leur proximité phylogénétique à l’être humain viennent ensuite le gorille et l'orang-outan. Le génome des humains ne diffère que de 0,27 %[réf. nécessaire] de celui des chimpanzés, et de 0,65 %[réf. nécessaire] de celui des gorilles. Ces chiffres conduisent à estimer que notre lignée s'est séparé de celle des chimpanzés il y a environ cinq millions d'années, et des gorilles il y a environ sept millions d'années.
La principale évolution caractérisant l'espèce humaine par rapport aux autres primates est sa position debout : la bipédie. Cette position a induit un certain nombre de modifications morphologiques qui ont une conséquence directe sur l'hominisation:
- La main, libérée de la fonction locomotion, permet la manipulation d'outils les plus divers.
- Le crâne, à présent en équilibre au sommet de la colonne vertébrale, peut se développer et permet une augmentation de la masse cérébrale.
- Le larynx plus dégagé facilite l'acquisition d'un langage évolué.
- Le pied, à présent consacré à la marche, perd son pouce opposable.

Il semble que ces évolutions sont liées à un changement d'habitat : les premiers homininés ont quitté leur habitat d'origine, la forêt, pour adopter un mode de vie de chasseur-cueilleur dans un environnement de type savane. Dans cet environnement, la bipédie permet une surveillance plus efficace des alentours et des déplacements à longue distance plus rapides et moins coûteux énergétiquement.
La définition du genre Homo reste floue et varie selon les critères retenus ; le principal critère reste le volume de la boîte crânienne.
On peut noter sur ce point que l'Homme de Néandertal avait une capacité crânienne moyenne légèrement supérieure (1 500 cm3) à celle de l'humain moderne.